# Підлісний Веселець
Підлі́сний Весе́лець —  село в Україні, у Сатанівській селищній територіальній громаді Хмельницького району Хмельницької області. Населення становить 75 осіб.

## Символіка

### Герб
В лазуровому щиті срібна перекинута понижена кроква. В першій лазуровій частині золота голова оленя з срібними рогами, у верхньому правому куті золотий півмісяць в балку ріжками догори, над яким золота шестипроменева зірка. У другій частині в зеленому полі два дубових листки, що виходять з однієї точки в правий і лівий перев’язи, обрамлені знизу сімома золотими жолудями. Щит вписаний в декоративний картуш, унизу якого напис "ПІДЛІСНИЙ ВЕСЕЛЕЦЬ", і увінчаний золотою сільською короною.

### Прапор
На синьому квадратному полотнищі біла V-подібна смуга шириною в 1/6 ширини прапора, що йде від 1/8 до 1/4 висоти прапора. На верхній синій частині жовта голова оленя з білими рогами, у верхньому древковому куті жовтий горизонтальний півмісяць ріжками догори, над яким жовта шестипроменева зірка. На нижній зеленій частині два жовтих діагональних дубових листки, облямовані сімома жовтими жолудями.

### Пояснення символіки
Голова оленя – частина герба Сатанова; півмісяць і зірка – частина герба Сенявських. Листя і жолуді – символ назви села.

## Галерея

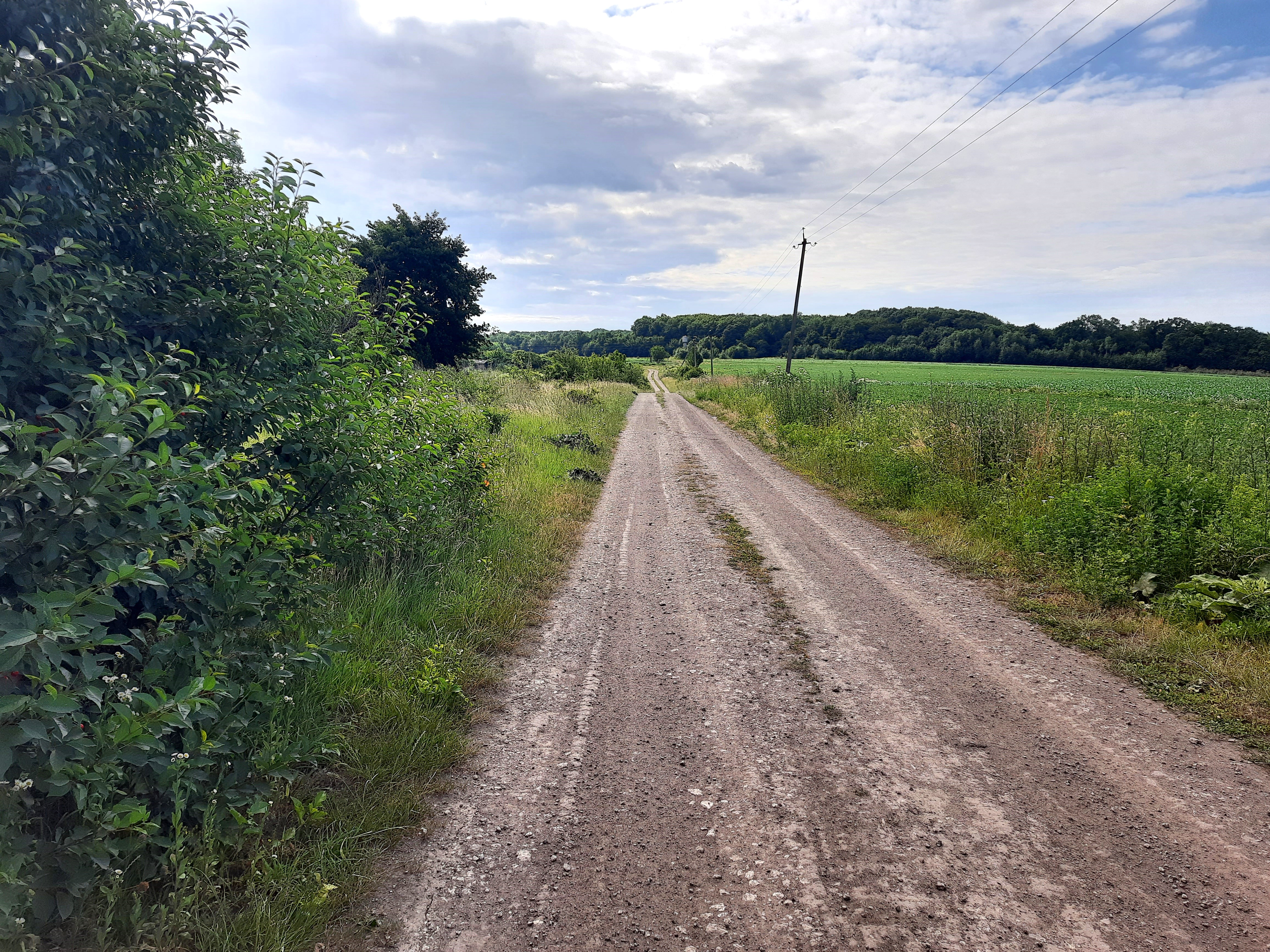
Дорога в село
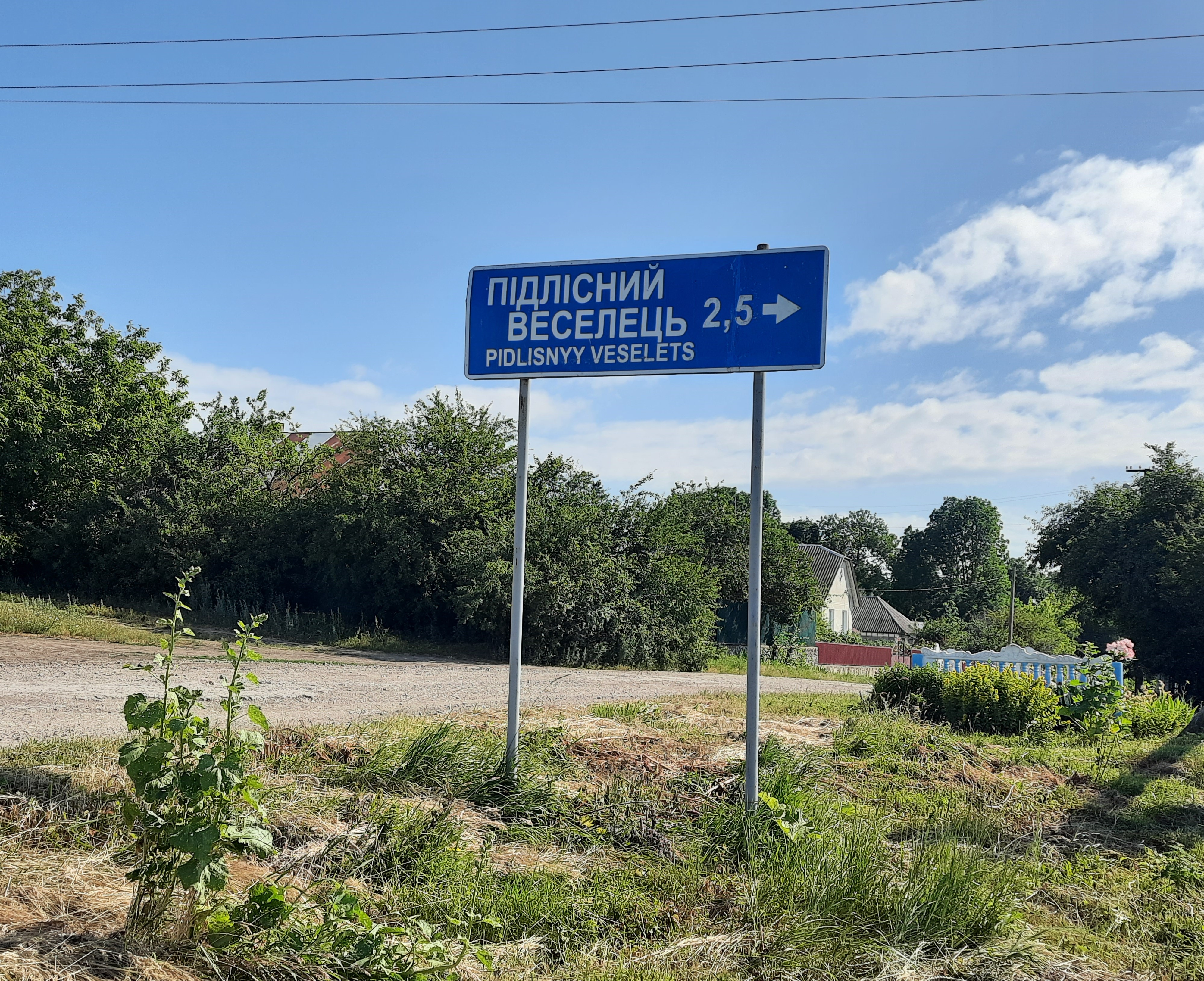
Дорожній знак при повороті на село
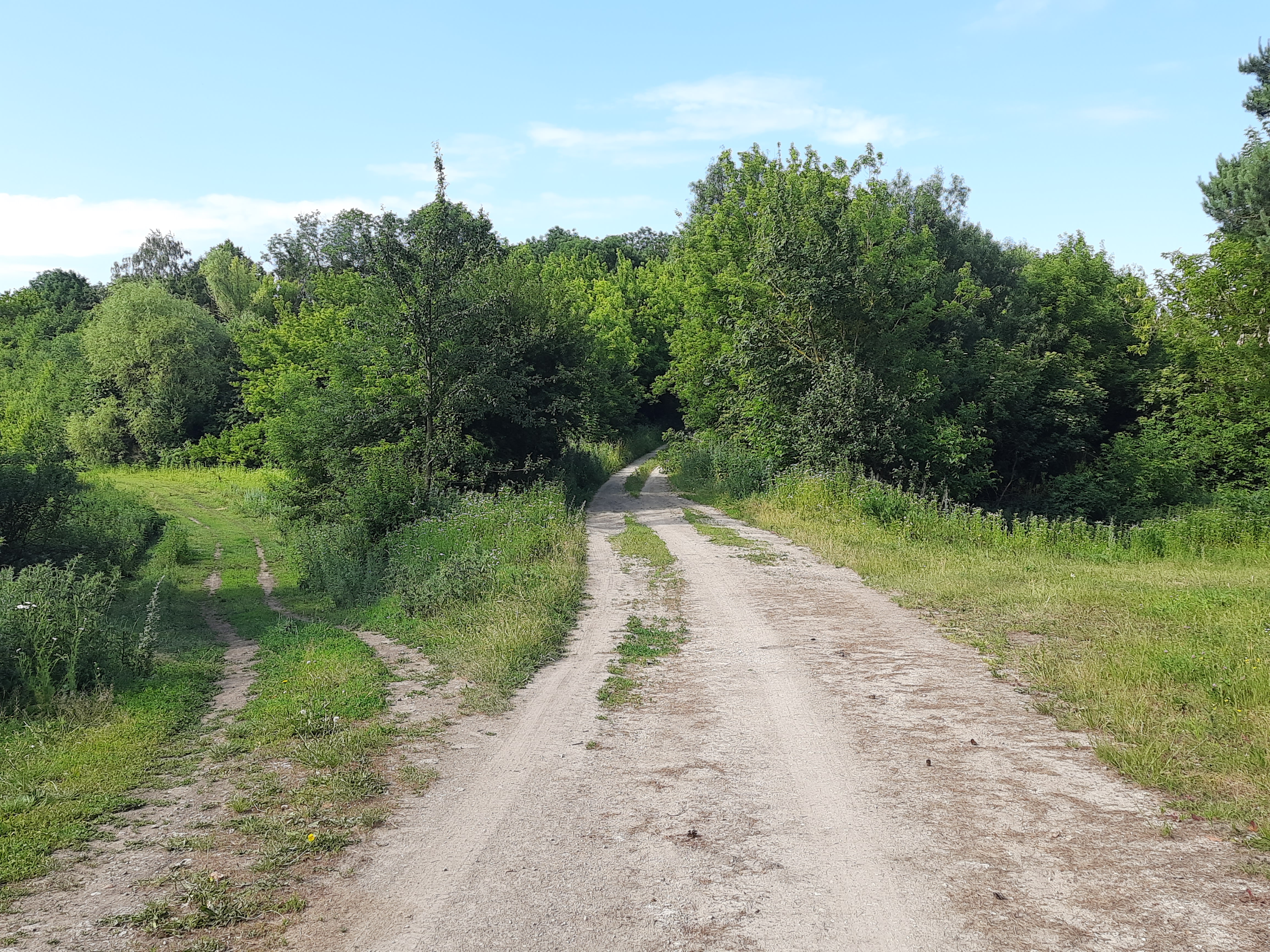
В'зд у село
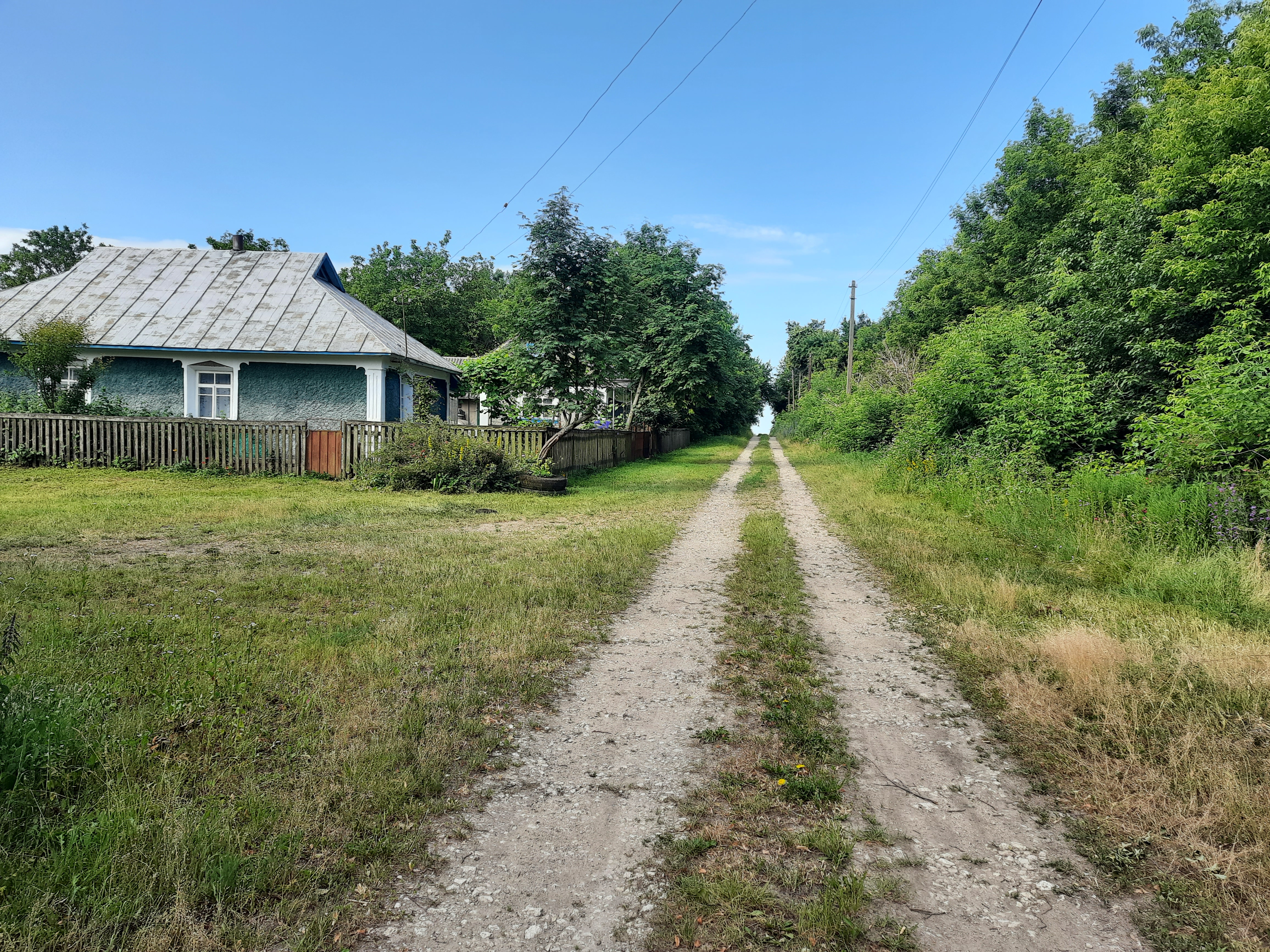
Сільська вулиця
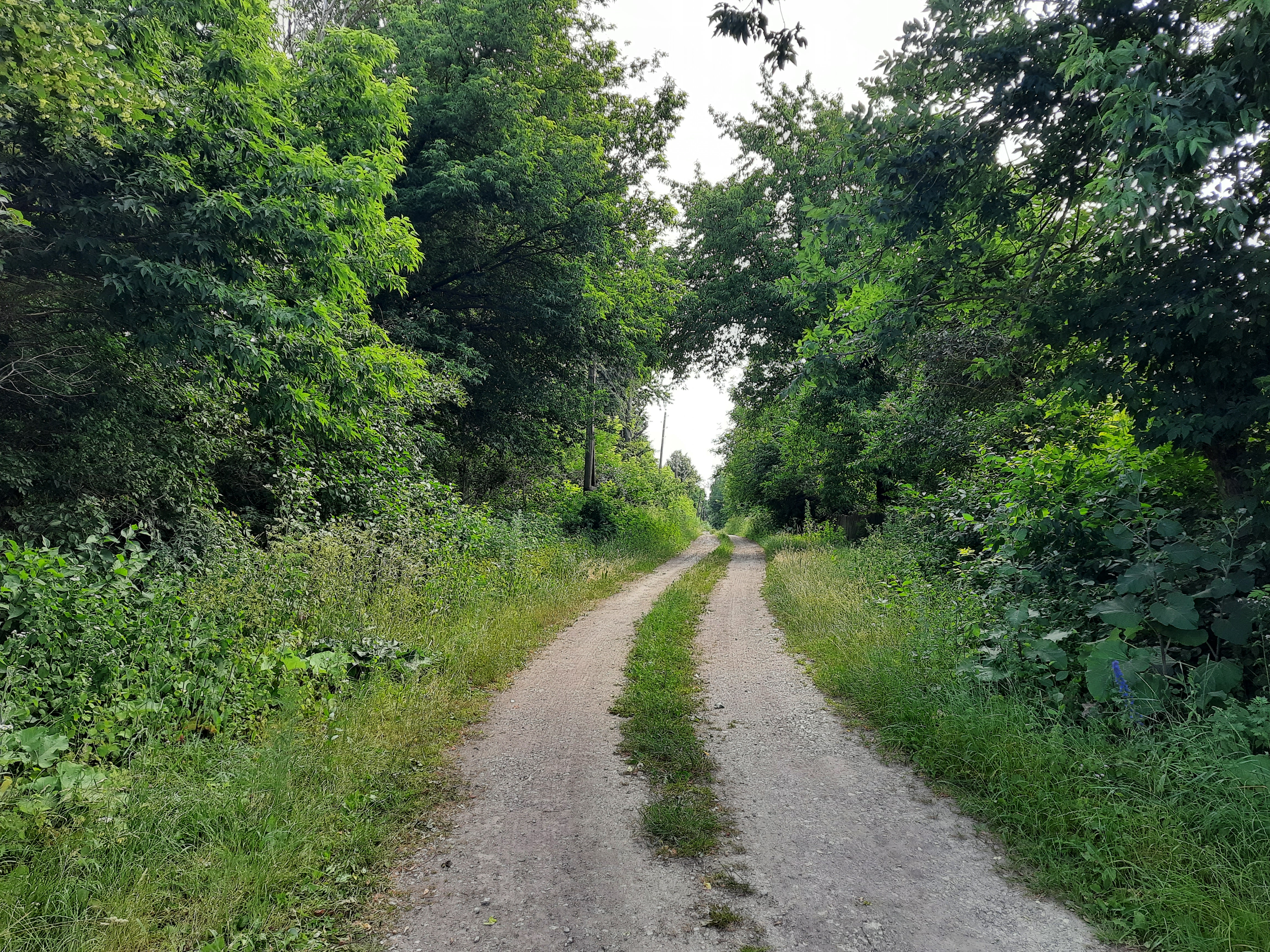
Сільська вулиця
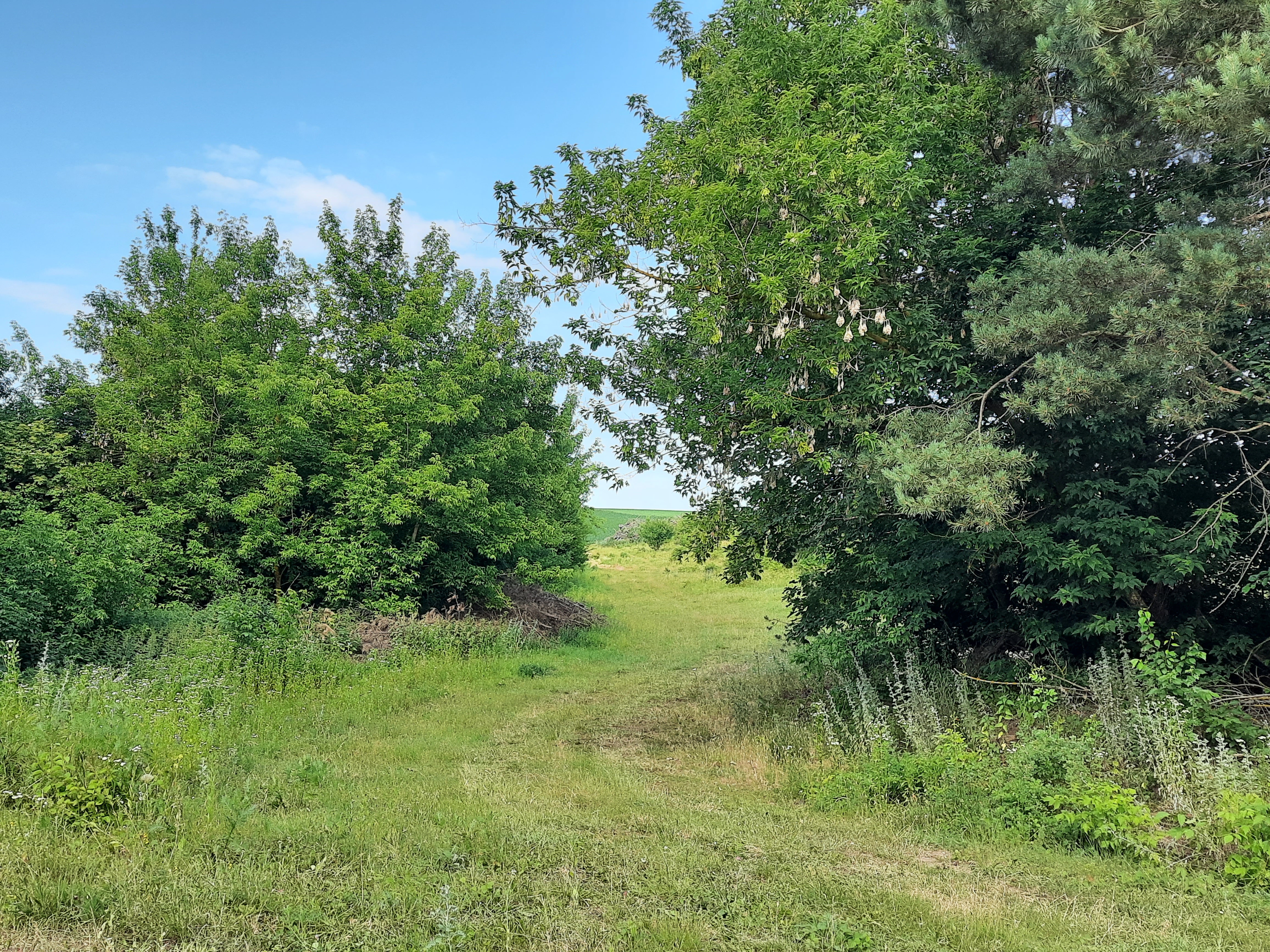
Сільський пейзаж